# Olivier Renard
Olivier Jacques Renard (Haine-Saint-Paul, 24 maggio 1979) è un dirigente sportivo ed ex calciatore belga, di ruolo portiere, attuale direttore sportivo del CF Montréal.

## Carriera

### Club
Ha iniziato la sua carriera nello Charleroi, per poi militare nell'Udinese, nel Modena, nel Napoli, nello Standard Liegi e nel KV Mechelen.

### Nazionale
Con la maglia del Belgio ha partecipato ai Mondiali Under-20 del 1997 ed agli Europei Under-21 del 2002. In entrambe le competizioni non è mai sceso in campo poiché riserva del titolare Jean François Gillet.

## Statistiche
| Cronologia completa delle presenze e delle reti in nazionale ― Belgio under 21 | Cronologia completa delle presenze e delle reti in nazionale ― Belgio under 21 | Cronologia completa delle presenze e delle reti in nazionale ― Belgio under 21 | Cronologia completa delle presenze e delle reti in nazionale ― Belgio under 21 | Cronologia completa delle presenze e delle reti in nazionale ― Belgio under 21 | Cronologia completa delle presenze e delle reti in nazionale ― Belgio under 21 | Cronologia completa delle presenze e delle reti in nazionale ― Belgio under 21 | Cronologia completa delle presenze e delle reti in nazionale ― Belgio under 21 |
| Data                                                                           | Città                                                                          | In casa                                                                        | Risultato                                                                      | Ospiti                                                                         | Competizione                                                                   | Reti                                                                           | Note                                                                           |
| ------------------------------------------------------------------------------ | ------------------------------------------------------------------------------ | ------------------------------------------------------------------------------ | ------------------------------------------------------------------------------ | ------------------------------------------------------------------------------ | ------------------------------------------------------------------------------ | ------------------------------------------------------------------------------ | ------------------------------------------------------------------------------ |
| 28-3-2000                                                                      | Westerlo                                                                       | Belgio under 21                                                                | 1 – 1                                                                          | Paesi Bassi under 21                                                           | Amichevole                                                                     | -1                                                                             |                                                                                |
| 1-6-2001                                                                       | Anversa                                                                        | Belgio under 21                                                                | 3 – 0                                                                          | Lettonia under 21                                                              | Qual. Europeo Under-21 2002                                                    | -                                                                              |                                                                                |
| 4-9-2001                                                                       | Sint-Truiden                                                                   | Belgio under 21                                                                | 0 – 0                                                                          | Scozia under 21                                                                | Qual. Europeo Under-21 2002                                                    | -                                                                              |                                                                                |
| Totale                                                                         |                                                                                | Presenze                                                                       | 3                                                                              |                                                                                | Reti                                                                           | -1                                                                             |                                                                                |